# Julio René Martínez
Julio René Martínez Sicán (27 september 1973) is een Guatemalteeks snelwandelaar. Hoewel nooit bij een groot titeltoernooi doorgebroken, staat hij in de geschiedenisboeken als een voormalig wereldrecordhouder op de 20 km snelwandelen. Dit record geldt nog altijd als Noord- en Midden-Amerikaans record. Hij nam driemaal deel aan de Olympische Spelen.
Tot zijn beste prestaties behoren de overwinningen op de Pan-Amerikaanse Spelen in 1994 en 1997. Op 8 mei 1999 verbeterde Julio Martínez het wereldrecord 20 km snelwandelen naar 1:17.46. Op de Olympische Spelen van 2000 in Sydney nam hij deel aan het onderdeel 20 km snelwandelen en finishte als 43e in 1:31.47. Deze wedstrijd werd gewonnen door de Italiaan Ivano Brugnetti in 1:19.40.
Op de wereldkampioenschappen van 2005 in Helsinki werd Martínez twaalfde in 3:57.56.

## Titels
- Centraal-Amerikaans en Caraïbisch kampioen 20 km - 1997, 2003, 2005

## Persoonlijke records
| Onderdeel             | Prestatie       | Datum            | Plaats           |
| --------------------- | --------------- | ---------------- | ---------------- |
| 5000 m snelwandelen   | 19.44,07        | 10 november 2001 | Xalapa           |
| 20.000 m snelwandelen | 1:23.37,5       | 6 mei 2000       | Bergen           |
| 20 km snelwandelen    | 1:17.46 (ex-WR) | 8 mei 1999       | Eisenhüttenstadt |
| 50 km snelwandelen    | 3:56.19         | 1 mei 2004       | Naumburg         |
| 1 uur snelwandelen    | 14.495 m        | 6 mei 2000       | Bergen           |

## Palmares

### 20 km snelwandelen
- 1993:  Centraal-Amerikaanse en Caraïbische Spelen - 1:29.43
- 1994:  Centraal-Amerikaanse Spelen - 1:27.45
- 1995:  Centraal-Amerikaanse en Caraïbische kampioenschappen - 1:25.10
- 1995:  Pan-Amerikaanse Spelen - 1:23.50
- 1996: DSQ OS
- 1997:  Centraal-Amerikaanse en Caraïbische kampioenschappen - 1:26.24
- 1997:  Centraal-Amerikaanse Spelen - 1:35.45
- 1997: 5e Wereldbeker - 1:18.51
- 1998:  Ibero-Amerikaanse kampioenschappen - 1:26.25
- 1998:  Centraal-Amerikaanse en Caraïbische Spelen - 1:25.31
- 2000: 43e OS - 1:31.47
- 2001:  Centraal-Amerikaanse en Caraïbische kampioenschappen - 1:29.47
- 2002:  Ibero-Amerikaanse kampioenschappen - 1:24.31 (baan)
- 2003:  Centraal-Amerikaanse en Caraïbische kampioenschappen - 1:22.07
- 2005:  Centraal-Amerikaanse en Caraïbische kampioenschappen - 1:30.38
- 2006: 43e Wereldbeker - 1:25.59
- 2006: 5e Centraal-Amerikaanse en Caraïbische Spelen

### 50 km snelwandelen
- 2004: 15e Wereldbeker - 3:56.19
- 2004: DSQ OS
- 2005: 12e WK - 3:57.56